# René Blouin
Pour les articles homonymes, voir Blouin.
René Blouin est un homme politique québécois né en 1948. Il a été député du Parti québécois dans la circonscription de Rousseau de 1981 à 1985.

## Biographie
Né à Québec, le 30 juin 1948, fils d’Omer Blouin, chef de train, et de Corinne Boucher.
Étudia au Petit séminaire de Québec. Étudia les lettres à l’Université Laval et l’interprétation au Conservatoire d’art dramatique de Québec. Poursuivit des études en enfance inadaptée à l’Université du Québec à Montréal ainsi qu’en criminologie à l’Université de Montréal. Il est détenteur d’un baccalauréat en psychologie de l’Université du Québec à Trois-Rivières.
Comédien dans quelques productions cinématographiques de 1970 à 1972, dont  le film Les Mâles, réalisé par le cinéaste Gilles Carle, en compagnie du comédien Donald Pilon. Éducateur auprès de jeunes prédélinquants et chef d’unité de réadaptation au centre d’accueil Les Quatre Vents à Saint-Donat de 1972 à 1978. Secrétaire de circonscription de M. Guy Chevrette, député de Joliette-Montcalm, en 1979. Attaché politique au cabinet du whip du gouvernement en 1980 et 1981.
Élu député du Parti québécois dans Rousseau en 1981. Leader parlementaire adjoint du gouvernement du 12 mars 1984 au 23 octobre 1985. Défait en 1985.
Directeur de cabinet du leader parlementaire de l’Opposition de 1986 à 1989. Responsable des communications de l’aile parlementaire du Parti québécois de 1989 à 1991 et, à compter de 1991, directeur adjoint du cabinet du chef de l’Opposition officielle M.Jacques Parizeau, dont il fut responsable des communications. Directeur de cabinet du ministre délégué à la Restructuration en 1994 et 1995. Conseiller en communications de l’Association Québécoise des Indépendants du Pétrole (AQUIP) en 1996. Nommé président-directeur général de l’AQUIP en 1997, il en est le conseiller principal de 2003 à 2013.
Entre 2016 et 2019, il fut rédacteur en chef du Temps de parole, la revue publiée deux fois l'an par le Cercle des ex-parlementaires de l'Assemblée nationale du Québec.